# Borgå kyrkliga samfällighet
Borgå kyrkliga samfällighet (finska: Porvoon seurakuntayhtymä) är en lokal förvaltningsenhet inom Evangelisk-lutherska kyrkan i Finland. Till samfälligheten hör Borgå svenska domkyrkoförsamling och Borgå finska församling (Porvoon suomalainen seurakunta). Administrativt lyder samfälligheten under Helsingfors stift men en av dess kyrkor, Borgå domkyrka, är den viktigaste helgedomen och biskopskyrka i Borgå stift.
Borgå kyrkliga samfällighet är tvåspråkig med finskspråkig majoritet. Borgå svenska församling tillhör Borgå stift och Borgå finska församling tillhör Helsingfors stift. Båda församlingarna i samfälligheten fungerar självständigt, men samfälligheten har hand om församlingarnas gemensamma funktioner som begravningsväsendet, fastigheter, ekonomiärendena och den gemensamma personalförvaltningen.

## Lokaler
Lista över Borgå kyrkliga samfällighets lokaler:
- Borgå domkyrka
- Borgå träkyrka
- Emsalö kapell
- Kullo bykyrka
- Sankt Olofs kapell
- Svartbäck-Spjutsunds skärgårdskyrka
- Mikaels kapellet
- Näsebackens begravningskapell
- Lundagatans kapell
- Kyrkosalen i Mariagården
- Svenska församlingshemmet
- Domprostgården
- Finska församlingshemmet
- Mariagården
- Brobacksstugan
- Pellinne kursgård